# Rivulettes de Preston
Les Rivulettes de Preston sont une équipe féminine de hockey sur glace de la ville de Preston (Ontario) (en), au Canada. Entre 1930 et 1941, les Rivulettes remportent 10 titres de championnat de l’Ontario, 5 titres de championnat de l’Est du Canada et 5 championnats du Dominion.
Les Rivulettes sont intronisés en 1996 au Temple de la renommée du sport de Cambridge.

## Origine de l'équipe

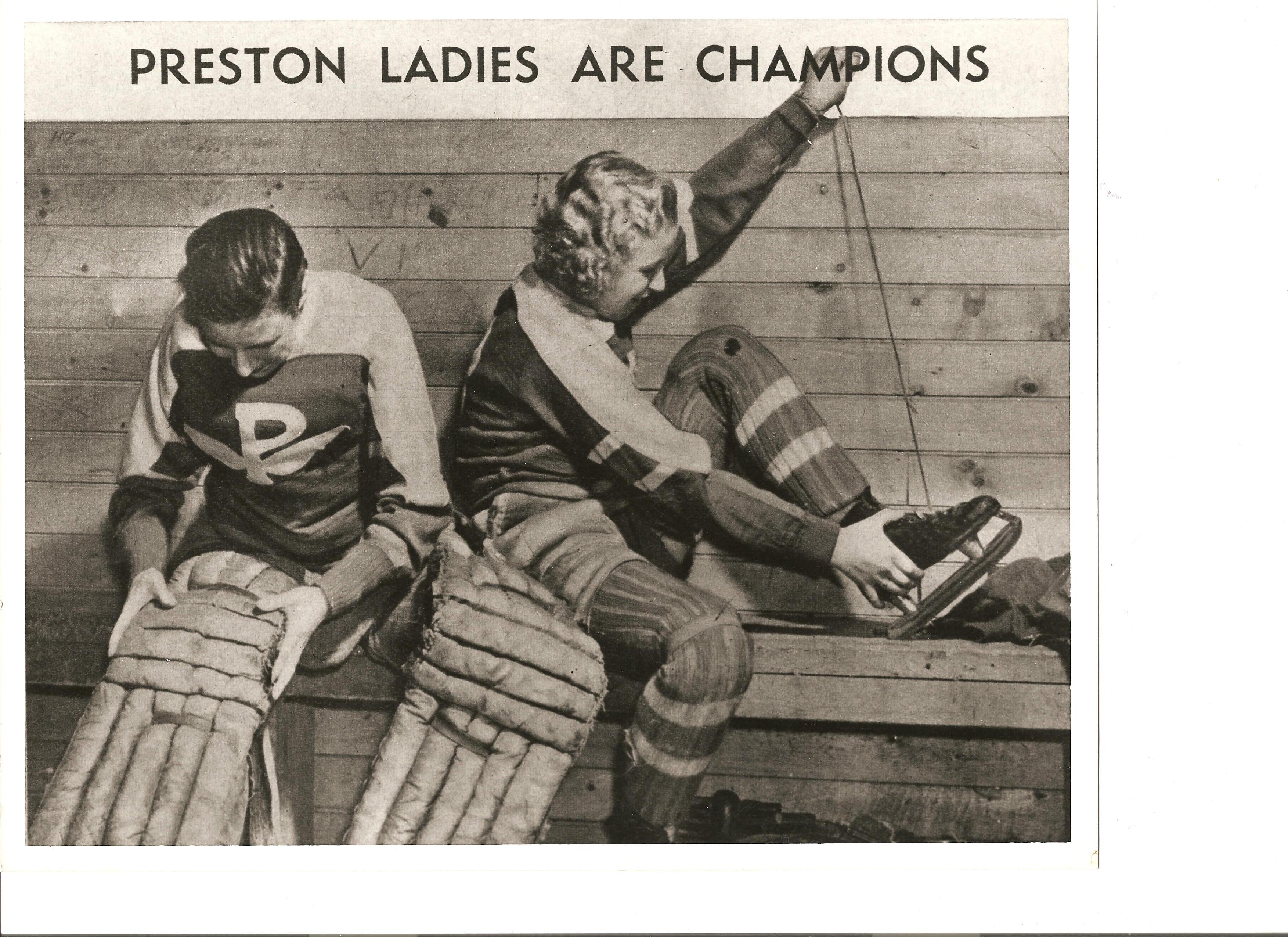
Les Rivulettes Nellie Ranscombe à la gauche et Ruth Dargel à la droite

Les Rivulettes origine de l'équipe féminine de softball de Preston: À la fin de leur saison de softball en 1930, Hilda Ranscombe et sa sœur Nellie Ranscombe s'interrogent sur leur avenir durant la prochaine saison de l'hiver. Elles suggèrent au groupe de former une équipe de hockey sur glace..

## Effectif de l'équipe
Les neuf premières membres des Rivulettes sont:
Hilda Ranscombe,
Nellie Ranscombe
Marm Schmuck
Helen Schmuck
Marg Gabbitass
Myrtle Parr
Toddy Webb
Pat Marriott
Helen Sault
Au cours des années se sont ajoutées: Violet Hall, Sheila Lahey, Gladys Hawkins, Norma Hipel, Ruth Dargel, Elvis Williams, Fay Hilborn, Winnie Makcrow, Eleanor Fairgrieves, Midge Robertson et Marie Bielstein.
À l'époque, les joueuses paient leurs équipements et tous leurs déplacements. Elles ont toutes un emploi dans les usines locales ou dans les commerces de la ville de Preston

## Ladies Ontario Hockey Association
En janvier 1931, les Rivulettes de Preston rejoignent la Ladies Ontario Hockey Association (LOHA). À leur première saison, les Rivulettes rivalisent contre plusieurs équipes des villes de l'Ontario comme Toronto, Kitchener, Stratford, London, Hamilton, Guelph et Port Dover (en) . En quart de finale, les Rivulettes battent les Sailorettes de Port Dover, puis vainquent London en demi-finale. Elles se rendent en finale et triomphent de Pembroke. C'est leur premier titre de championnat.
De 1931 à 1940, les Rivulettes sont invaincus dans la LOHA. Elles remportent dix championnats consécutifs. Leurs premiers succès popularisent le hockey féminin, mais leurs succès à répétition de saison en saison se révèlent plus tard un défi pour l'organisation de la LOHA. De nombreuses équipes féminines en Ontario ne veulent pas se joindre à la LOHA parce qu'elles estiment qu'elles n'ont aucune chance de gagner le championnat,.
Entre 1930 et 1941, les Rivulettes jouent 348 matchs. Elles perdent seulement deux matchs et ont trois matchs nuls. Leurs deux seules défaites sont en mars 1932 après un voyage épuisant en train. En outre, les Rivulettes sont dix fois lauréats du Trophée Bobby Rosenfeld (championnes de l'Ontario), et cinq fois lauréats de la Coupe Elmer Doust (championnat féminin de l'Est du Canada).
Finale du Trophée Bobby Rosenfeld
1931 Rivulettes de Preston défait Pembroke
1932 Rivulettes de Preston défait Chalk River
1933 Rivulettes de Preston défait Ladies de Toronto
1934 Rivulettes de Preston défait Vagabonds de Toronto
1935 Rivulettes de Preston défait Bracebridge
1936 Rivulettes de Preston défait Muskokas de Gravenhurst
1937 Rivulettes de Preston défait Markdale
1938 Rivulettes de Preston défait Rangers d'Ottawa
1939 Rivulettes de Preston défait Rangers d'Ottawa
1940 Rivulettes de Preston défait Ladies de Toronto
Source
Coupe Elmer Doust
1934 Rivulettes de Preston défait Maroons de Montréal
1935 Rivulettes de Preston défait Primrose A.C. de Summerside
1936 Rivulettes de Preston défait Maroons de Montréal
1937 Rivulettes de Preston défait Maroons de Montreal
1938 Rivulettes de Preston défait Islanders de Charlottetown
1939 Pas de championnat de l'est du Canada. La formule change: Les Rivulettes battent Olympics de Winnipeg en demi-finale et sont ensuite confrontées aux Islanders de Charlottetown lors la finale de championnat du Dominion (Trophée Lady Bessborough)
1940 Aucune information disponible.
Source

## Championnat du Dominion
À l'hiver 1933, Lady Bessborough, l'épouse du gouverneur général du Canada Lord Bessborough, fait don d'un trophée de championnat pour la Dominion Women’s Amateur Hockey Association. Lors de la première édition, le trophée sera remis aux championnes d'une finale féminine nationale entre les Rustlers d'Edmonton et les Rivulettes de Preston. Le début du match de championnat est laborieux et les Rivulettes sont en difficulté par un score de 0-2. Elles reviennent de l'arrière pour égaler le score, mais la joueuse Hazel Case des Rustlers marque le but victorieux en troisième période. Les Rustlers gagnent 3-2 la finale du premier championnat du Dominion.
En 1934, les Rivulettes ne seront pas en mesure de ramasser la somme des $ 1 800 dollars nécessaire afin de se déplacer pour cette compétition nationale. Mais elles obtiendront plus tard leur revanche : À partir de 1935, l'équipe remporte le trophée Lady Bessborough à cinq reprises dont la dernière fois en 1939 à l'île-du-Prince-Édouard avec une victoire 7-1 contre les Islanders de Charlottetown.
Finale de Trophée Lady Bessborough
1933 Rustlers d'Edmonton défait Rivulettes de Preston
1934 Rivulettes de Preston ne peuvent se déplacer. Rustlers d'Edmonton sont proclamées vainqueurs par défaut.
1935 Rivulettes Preston défait Eatons de Winnipeg (première conquête du Trophée Lady Bessborough par les Rivulettes)
1936 Rivulettes de Preston défait Olympics de Winnipeg
1937 Rivulettes de Preston défait Eatons de Winnipeg
1938 Rivulettes de Preston défait Olympics de Winnipeg
1939 Rivulettes de Preston défait Islanders de Charlottetown
1940 aucune - Rivulettes de Preston et Olympics de Winnipeg sont incapables de se déplacer pour la finale.
Source

## Déclin
En raison de la Grande Dépression, la LOHA perd plusieurs équipes et n'a que 7 équipes (dont une seule de Toronto) en 1934. Le temps de glace sur les patinoires est devenu plus rare pour les femmes. En mars 1938, les demi-finales LOHA opposant les Rivulettes de Preston aux Northern Marvels de Cobalt ont dû être annulées. Le match est reporté pour être jouer à Preston, mais l'Association de hockey masculin de l'Ontario (Ontario Hockey Association) force de nouveau le report de la demi-finale féminin pour la tenue d'un match masculin. Les difficultés progressent, la crise économique ne facilitent pas les choses. En 1938, l'entraineur des Rivulettes, Herb Fack hypothèque sa maison familiale afin d'obtenir des fonds pour que l'équipe puisse se déplacer à l'Île-du-Prince-Édouard et participe aux championnats du Dominion
En 1939 les Rivulettes sont invités à un tournoi de hockey en Europe, mais elles sont incapables de partir en raison du début de la Seconde Guerre mondiale. Plusieurs joueuses travaillent maintenant dans les usines d'armement et l'essence pour les automobiles (nécessaire afin de faire les déplacements en automobile pour les matchs) est rationnée par le gouvernement canadien. L'équipe est dissoute en 1941.